# Peter Purves
Peter Purves (ur. 10 lutego 1939 w Preston) – angielski aktor i prezenter telewizyjny, znany przede wszystkim z roli Stevena Taylora w brytyjskim serialu science-fiction Doktor Who oraz jako prezenter najdłuższego programu dla dzieci, Blue Peter.

## Kariera

### Doktor Who
Purves po raz pierwszy w serialu Doktor Who pojawił się w historii The Chase (1965), gdzie zagrał potwora o nazwie Morton Dill. W tej samej historii, później pojawił się jako Steven Taylor, towarzysz Pierwszego Doktora.
Aktor wypowiedział się, że wolał historie opisujące dawne czasy.
W postać Stevena wcielał się do 1966. Jego ostatnia historia to The Savages.
Purves był dobrym przyjacielem Jona Pertwee, aktora wcielającego się w Trzeciego Doktora.

### Blue Peter
Po odejściu z Doktora Who Purves w 1967 roku został prezenterem magazynu rozrywkowego dla dzieci pt.: Blue Peter. Był drugim najdłuższym prezenterem tego programu (10 lat, 127 dni). Ostatni raz pojawił się 23 marca 1978.